# Dodecaceria fewkesi
Dodecaceria fewkesi är en ringmaskart som beskrevs av Miles Joseph Berkeley 1954. Dodecaceria fewkesi ingår i släktet Dodecaceria och familjen Cirratulidae. Inga underarter finns listade i Catalogue of Life.